# Carlos Bertazza
Carlos Bertazza (Buenos Aires,1979; Buenos Aires,4 de octubre de 2014) fue un director de orquesta, profesor y compositor argentino.

## Biografía
Discípulo de, entre otros, Pedro Ignacio Calderón, Mario Benzecry y Kurt Masur, al momento de su temprana desaparición era el subdirector de la Orquesta Filarmónica de Buenos Aires.
También dirigió la Orquesta Estable del Teatro Colón, Orquesta Sinfónica de la Universidad de Guanajuato (México), la Orquesta Sinfónica de Aguascalientes (México), la Orquesta Filarmónica de Bogotá (Colombia), la Orquesta Sinfónica de la Universidad Nacional de San Juan (Argentina), la Orquesta Sinfónica de Corrientes (Argentina), Orquesta Estable de la Provincia de Tucumán (Argentina), Orquesta Sinfónica de la Universidad Nacional de Tucumán (Argentina), la Orquesta Sinfónica de Mar del Plata (Argentina), Orquesta Sinfónica de Entre Ríos (Argentina) y Orquesta Filarmónica de Mendoza (Argentina).
Desde 2005 era Profesor en la Cátedra de Dirección Orquestal del Departamento de Artes Musicales y Sonoras “Carlos López Buchardo”, de la Universidad Nacional de las Artes (UNA).
Había completado la carrera de composición bajo la guía de los maestros Virtú Maragno, Roque de Pedro y Guillo Espel; y la carrera de piano, con el maestro Eduardo Páez, ambas en el Conservatorio Superior de Música “Manuel de Falla”. También se graduó como Licenciado en Artes, Orientación Música, de la Facultad de Filosofía y Letras de la Universidad de Buenos Aires. Se desempeñó allí como docente auxiliar.
Conducía el programa “La lupa”por Radio Nacional Clásica.
En el año 2007 recibió el Premio en la Categoría “Músico Revelación 2006” de la Asociación de Críticos Musicales de la Argentina.